# عبد الله عيضة الرزامي
عبد الله عيضة الرزامي هو قائد عسكري في جماعة الحوثيون التي خاضت حرب نزاع صعدة مع الحكومة اليمنية. سلم الرزامي نفسه مرتين السلطات الحكومية، ولكن لم يتم اعتقاله أو سجنه، الأولى بعد عشرة أيام من وفاة حسين الحوثي في سبتمبر 2004، ومرة أخرى في 23 يونيو 2005، عندما سلم نفسه إلى الشرطة في صنعاء بعد مفاوضات جرت مع السلطات القبلية.